# 라쿰부레산

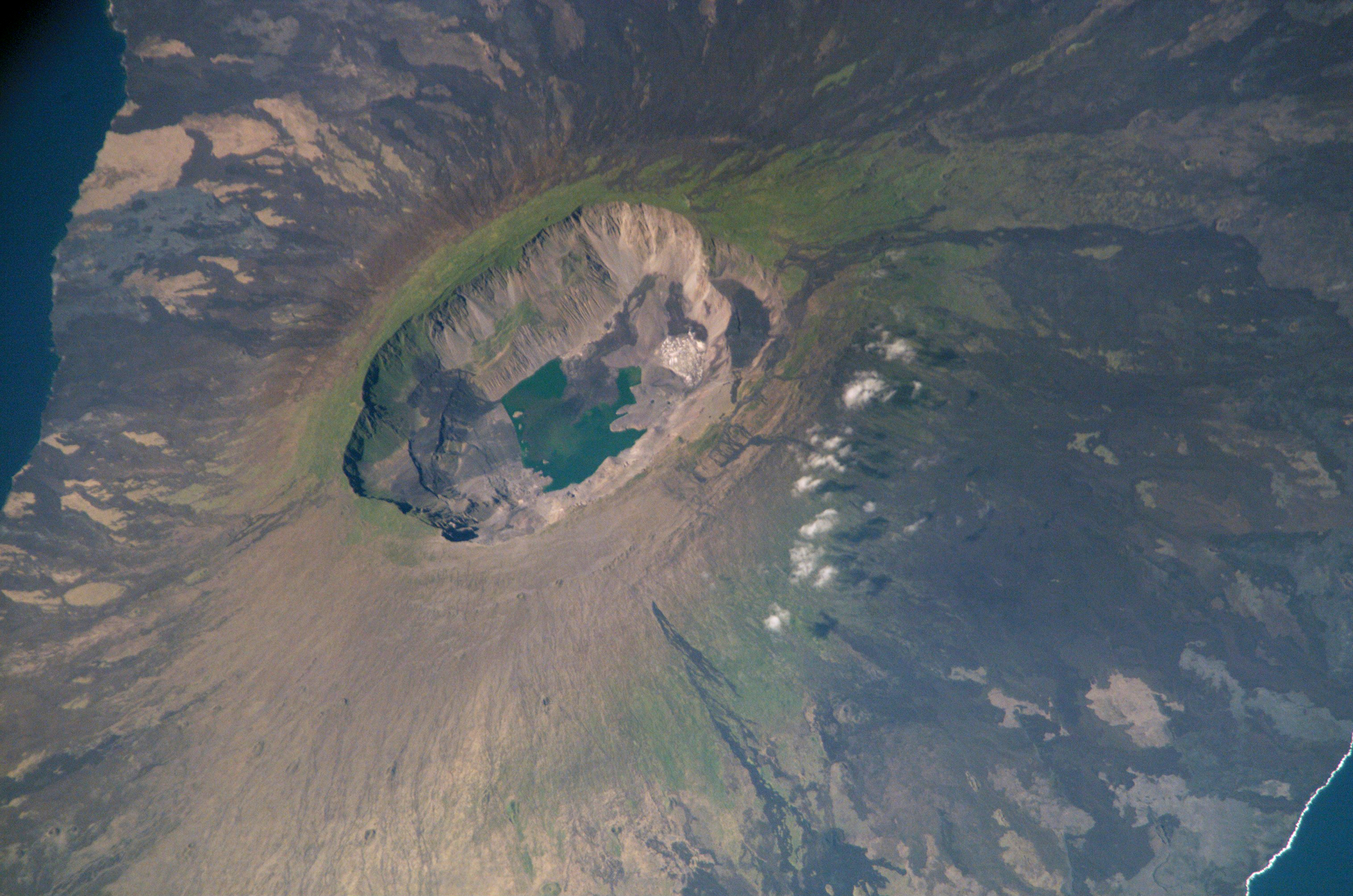
국제 우주 정거장에서 촬영한 라쿰부레 산

라쿰부레산(La cumbre)은 에콰도르 갈라파고스 제도의 페르난디나섬에 있는 화산으로, 순상 화산이다.
이 화산은 활화산으로, 지금도 활동중이다. 2005년에 이어 2009년에도 분화를 하여 생태계를 파괴시킬 만하였다. 이때 대량의 용암이 분출하였고,
생태계가 거의 파괴되었다. 정상에는 칼데라가 있으며, 그 안에는 화구호가 있다. 칼데라 내에 다른 분화구들이 있고, 그곳에서 용암을 분출한 것이다.
이 분화는 거의 하와이식 분화로 이어졌다.